# Sonnenwirbelhäuser

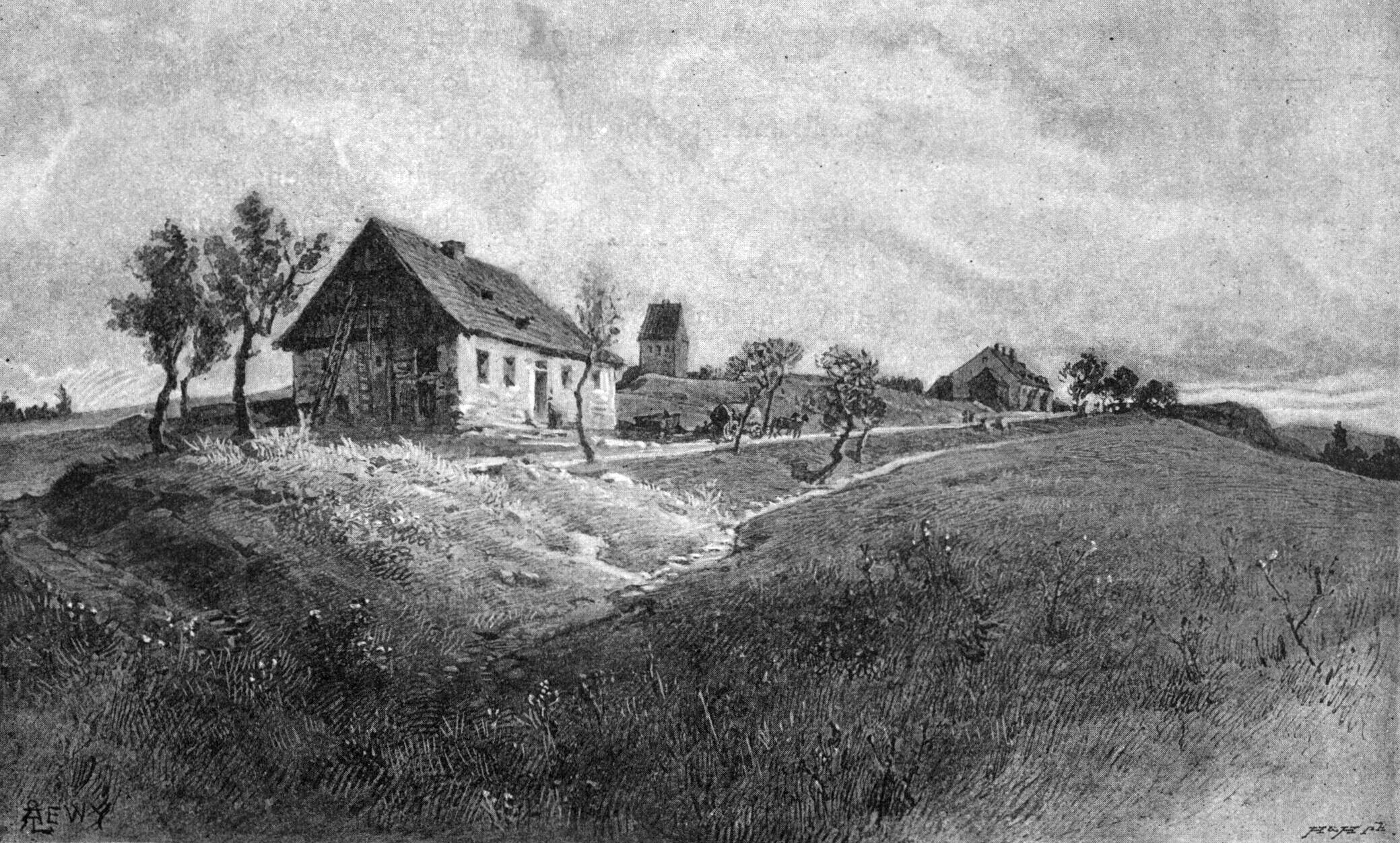
Sonnenwirbelhäuser, Zeichnung von Antonín Lewý (1896)

Die Sonnenwirbelhäuser waren eine Siedlung auf dem nordwestlichen Ausläufer des Klínovec (deutsch Keilberg, früher: Sonnenwirbel), unmittelbar an der Straße von Gottesgab nach Kupferberg. Mit einer Höhenlage von etwa 1150 m n.m. waren sie die höchstgelegene Ansiedlung im Erzgebirge.

## Geschichte

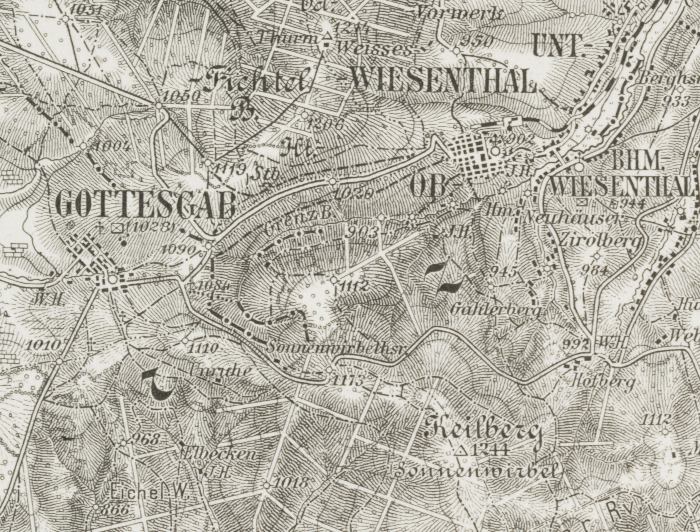
Die Sonnenwirbelhäuser auf einem historischen Kartenausschnitt

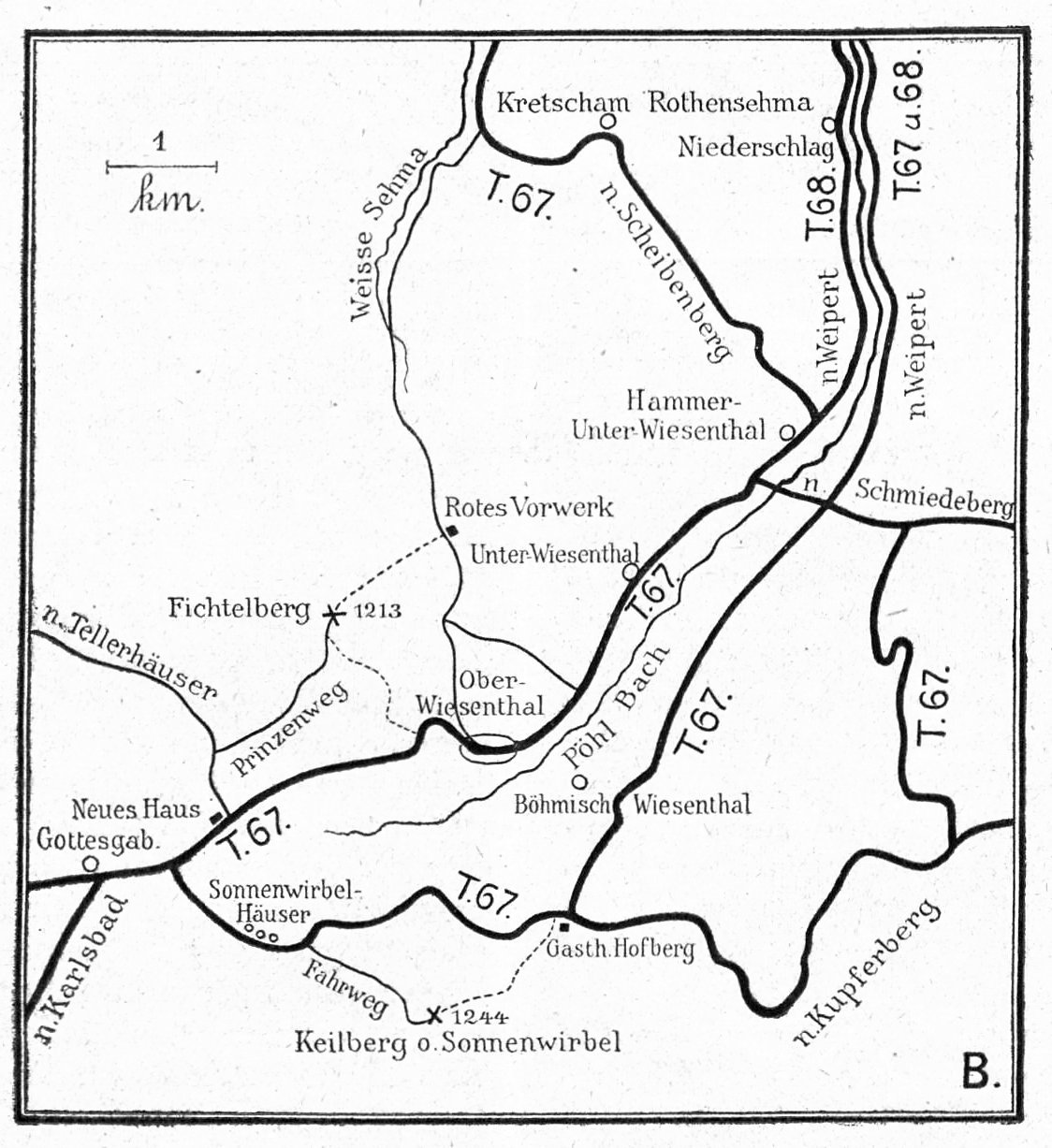
Neues vom Tourenbuche, in: Sächsische Radfahrer-Zeitung, 11. November 1899, S. 442

Die ältesten bekannten Nachrichten über die Erschließung dieser Bergregion liefern die zuerst 1562 erschienenen Aufzeichnungen von Johannes Mathesius, der seinerzeit in Sankt Joachimsthal als Rektor und Pfarrer angestellt war. In einer topografischen Darstellung erwähnt er den Berg als „Sonnewirbel“. In einer Beschreibung über die Grenzen des Pfarrbezirks berichtet er über die Siedlung:

„Der Sonnewirbel gehört auch ins Raths zirck. Weil aber den leuten Wintterszeit dise kirch entlegen/haben die vom Sonnenwirbel […]/sich mit den von der Gottesgab gütliche vertragen/und inen in ire newe Kirche ein fenster machen lassen/das inen vergünnet/sich der Kirchen auff der Gottesgab zugebrauchen/und der Sacrament bey irem Pfarner zu erholen.“

Nach der an die Aufzeichnungen angehängten Auflistung von Zechen von Mathesius wurden in dieser Gegend von 1533 bis 1551 mehrere Gänge angebrochen. Darunter 1536 die „Sonne wirbels funtgrub am Widergebirg“ und 1543 die „Unruhe funtgrub am Widergebirg“. Im Landkartenwerk der Franziszeischen Landesaufnahme (1842–1853) ist südöstlich der Sonnenwirbelhäuser der „Unruhe Schacht“ kartiert, was für Bergbau als Grund zur Ansiedlung in dieser Höhenlage spricht.
Im Jahr 1927 bestand die Siedlung aus zwei Häusern. Mit Vertreibung der Deutschen aus der Tschechoslowakei nach dem Ende des Zweiten Weltkriegs wurde die Siedlung aufgegeben und die Häuser später abgebrochen. Jetzt befinden sich an dem Ort Windkraftanlagen.